# Хаммонд, Хенри (футболист)
Хе́нри Э́дуард Де́нисон Ха́ммонд (англ. Henry Edward Denison Hammond; 26 ноября 1866 — 16 июня 1910) — английский футболист, хавбек. Выступал за футбольные клубы «Оксфорд Юниверсити», «Лансинг Олд Бойз», «Кливдон» и «Коринтиан», провёл 1 матч за национальную сборную Англии.

## Биография
Родился в Пристоне (вблизи города Бат, графство Сомерсет). Во время обучения в Лансинг-колледже играл в футбол за местную команду с 1883 по 1885 год (в 1885 году был капитаном команды колледжа). Затем обучался в колледже Корпус-Кристи (Оксфорд). В 1888 и 1889 году выступал за футбольную команду Оксфордского университета — «Оксфорд Юниверсити». Также играл за клубы «Лансинг Олд Бойз», любительский клуб «Кливдон» и за «Коринтиан».
13 апреля 1889 года провёл свой единственный матч за национальную сборную Англии: это была игра Домашнего чемпионата против сборной Шотландии, в которой англичане проиграли со счётом 2:3.
После завершения футбольной карьеры стал заниматься исследованиями истории фолк-музыки и записью народных песен. Вместе с братом Робертом записал более 900 песен 193 разных исполнителей в шести графствах Англии, большую часть в Дорсете.
Умер в Эдинбурге от пневмонии в возрасте 43 лет.